# Raul Lunardi
Raul Lunardi (Sassoferrato, 10 febbraio 1905 – Sassoferrato, 18 luglio 2004) è stato un romanziere e poeta italiano.

## Biografia
Diplomato a Fermo perito elettrotecnico, trovò lavoro in una industria elettrica (1926-32). Nel 1932 conseguì l'abilitazione magistrale e svolse ad Ancona la professione di maestro elementare (1933-40). Con l'entrata in guerra dell'Italia, fu richiamato alle armi sul fronte jugoslavo (1940-1943). Nel 1945 si laureò in Lettere all'Università di Urbino, dove fu anche assistente volontario e lettore di Letteratura italiana contemporanea (1946-54). Insegnò quindi italiano e storia in un Istituto Tecnico a Roma, dove visse dal 1955. Negli ultimi anni tornò a risiedere nella nativa Sassoferrato.
Esordì come narratore nel 1952 con il romanzo Diario di un soldato semplice, pubblicato nella collana «I Gettoni» dell'editore Einaudi diretta da Elio Vittorini. Dal 1955 al 1960 fu redattore del Bollettino di Informazioni Culturali del Ministero degli Esteri. Nel 1973 il romanzo La delazione gli fece vincere il Premio Letterario Basilicata. Nel 1982 fu finalista al Premio Campiello con il romanzo Alessandria. Per la sua lunga attività culturale fu insignito del Premio per la Cultura della Presidenza del Consiglio dei ministri.

## Pubblicazioni
- Preghiera del centenario: poesie, a cura di Giorgio Mangani, Ancona, Il Lavoro Editoriale, 2003
- Un eroe qualunque, a cura di Teresa Ferri, Ancona, Il Lavoro Editoriale, 2000
- Mario Giacomelli, La terra non muore: Sassoferrato nelle immagini fotografiche di Mario Giacomelli, scritti di Raul Lunardi, Urbino, Edizioni Quattroventi, 1999
- Poesie (1923-1983), Sassoferrato, Istituto Internazionale di Studi Piceni, 1998
- Far grosso e la corporeità: saggi, Roma, Bulzoni, 1985 («Biblioteca di cultura» 289)
- Alessandria, Torino, Fògola, 1982 («La piazza universale»)
- Eugenio Montale e la nuova poesia, rist. con un'introduzione, un nuovo capitolo e note, Roma, Bulzoni, 1977 («Biblioteca di cultura» 115)
- La delazione: romanzo, Milano, Fabbri, 1973 («Test» 2, collana diretta da Raffaele Crovi)
- Joseph, o la crisi: studio sulla lingua, Roma, 1971 («Bibliotechina della Rassegna di cultura e vita scolastica» 66)
- Diario di un soldato semplice: romanzo, Torino, Einaudi, 1952 («I Gettoni» 12, collana diretta da Elio Vittorini)
- Eugenio Montale e la nuova poesia, Padova, Liviana, 1948
- Esperienze e appunti di pedagogia pratica, Ancona, All'Insegna del Conero, 1937